# 梁國權
梁國權（英語：Lincoln Leong Kwok Kuen，1960年10月10日—），籍貫廣東佛山市順德，已故商人梁顯利的孫兒，現任渣打集團獨立非執行董事，曾任香港鐵路有限公司行政總裁，前香港房屋協會副主席、大學教育資助委員會質素保證局主席和香港公益金執行委員會委員。

## 簡歷
梁國權早年於劍橋大學修畢文學學士及碩士學位，先後於1985年及1986年考取英國及加拿大的特許會計師資格。其後在倫敦、溫哥華及香港任職會計師及投資銀行界，具備豐富的財政管理經驗。
2002年起，梁國權加入地下鐵路公司（即現時的香港鐵路有限公司）出任財務總監（CFO）。2008年起，梁國權職務改為財務及業務拓展總監，主理港鐵財務及在中國大陸和海外拓展業務。梁國權曾經被視為接任周松崗成為新任行政總裁的大熱人選，不過因為在2010年八達通私隱資料事件中成為眾矢之的，兼任八達通非執行主席的梁國權需要向公眾鞠躬道歉，因而大熱倒灶，由韋達誠接任。
2012年7月16日起，梁國權擔任新加設的副行政總裁，被估計為未來港鐵行政總裁的接班人。
2014年8月15日起，梁國權接替離職的韋達誠，署任行政總裁。2015年3月13日，港鐵宣佈委任梁國權為行政總裁，於同月16日起生效，為期3年；及於同日成為港鐵董事局成員及企業責任委員會成員。由此，梁國權成為港鐵首位由內部晉升的行政總裁。2018年初，梁國權獲港鐵續任CEO至2020年。然而，由於港鐵沙中線沿線車站偷工減料的問題，梁國權作為CEO需負上不可推卸的責任，因此提出提早退休，獲留任至新任總裁到任為止。